# Calwer Familienbibliothek
Die Calwer Familienbibliothek ist eine Buchreihe mit zahlreichen Biographien in den Bereichen Erbauung und christliche Volksbildung, die seit 1886 Verlag der Vereinsbuchhandlung des Calwer Verlagsvereins in Calw und Stuttgart erschien.
Die Reihe umfasst insgesamt 72 Bände. Der vorletzte Band der Reihe erschien 1909, der letzte 1924. Mitte der 1930er Jahre wurde ihr Erscheinen eingestellt (zuletzt erschienen 1935 offenbar das „Lebens- und Charakterbild“ von Friedrich Christoph Ötinger und die Lebensgeschichte von Johann Heinrich Jung-Stilling, noch 1938 Onkel Toms Hütte in neuen Auflagen). Verschiedene Bände erschienen pseudonym.

## Übersicht
- 1 Wilhelm Kopp: Christian Gottlob Barth’s Leben und Wirken
- 2 Marie Negenborn: Seelenkämpfe eines armen Landmädchens. Eine Erzählung aus dem ostpreußischen Volksleben.
- 3 Harriet Beecher Stowe: Onkel Toms Hütte: Oder Negerleben in den Sklavenstaaten von Nordamerika
- 4 Friedrich Mürdter: General Gordon. Ein christlicher Held. Für das Volk geschildert.
- 5 Wilhelm Kopp: Katholische Zeugen evangelischer Wahrheit
- 6 Paul Wurm: Johann Valentin Andreä, ein Glaubenszeuge aus der Zeit des Dreißigjährigen Kriegs
- 7 Johann Heinrich Jung (genannt Stilling): Lebensgeschichte.
- 8 Jean Marteilhe: Auf den Galeeren: Memoiren eines Hugenotten
- 9 Gotthilf Heinrich von Schubert: Der neue Robinson oder die Schicksale Philipp Ashtons unter Seeräubern und auf der Insel Ruatan. Für die deutsche Jugend bearbeitet
- 10 Grace Kennedy: Pater Clemens
- 11 Paul Dorsch:  Schwäbische Bauern in Kriegszeiten: ein Beitrag zur Geschichte des Remsthals und des Welzheimer Waldes
- 12 Karl Ostertag: Graf von Zinzendorf.
- 13 Albert Knapp: Leben von Ludwig Hofacker mit einer Auswahl aus seinen Briefen
- 14 Franz Blanckmeister: Einst und jetzt. Bilder und Geschichten aus dem Bürgerleben der guten alten Zeit: ein Volksbuch
- 15 Matilda Anne Mackarness: Sonnenblicke. 6 Erzählungen nach dem Englischen.
- 16 Karl Ostertag: Helene Herzogin von Orléans.
- 17 Eugène Pelletan: Jarousseau, der Pfarrer der Wüste
- 18 Maria Cummins: Der Laternenmann. Erzählung.
- 19 Paul Dorsch: Das deutsche evangelische Kirchenlied auf seinem Segensgang durch die Gemeinde.
- 20 Das Leben des siebenten Grafen von Shaftesbury nach englischen Quellen (Anthony Ashley-Cooper).
- 21 Friedrich Traugott (Pseudonym von Gustav Baist): Ringburger Chronik. Was sich daselbst und in der Umgegend Besonderes ereignet hat
- 22 Marie Hesse: Jakob Hannington. Ein Märtyrer für Uganda
- 23 Luise Öhler: Unter der Schreckensherrschaft: Erlebnisse der Familie Écherolles während der Revolution[3]
- 24 Gustav Baist: Menschenwege und Gottes Führung: Erzählungen
- 25 Paul Dorsch: Die Verbindung mit unserer ewigen Heimat
- 26 Marie Hesse: David Livingstone, der Freund Afrikas
- 27 Helene Berthold: Aus des Urgossvaters Hausbuch: Historische Erzählung
- 28 Friedrich Traugott: Frohes und Ernstes in Erlebnissen
- 29 Johannes Hesse: Das Missionsjahrhundert. Züge aus dem Missionsleben der Gegenwart, insbesondere zum Vorlesen in Missionsvereinen
- 30 Ludwig Frohnmeyer: Geschichte der Entdeckung Amerikas
- 31 Friedrich Traugott: Minchen, eine deutsche Frau: Eine wahre Geschichte.
- 32 Ulrich Lörcher: Die Familie Lavenstein. Ein Bild aus der Zeit der Gegenreformation. Digitalisat
- 33 Hermann Gundert: Christianens Denkmal: ein Stück Familienchronik aus dem ersten Dritteil unseres Jahrhunderts.
- 34 Johannes Hesse: Aus Dr. Hermann Gundert's Leben
- 35 Friedrich Traugott: Gold und Glimmer in Erzählungen
- 36 Johannes Hesse: Joseph Josenhans: Ein Lebensbild
- 37 Das Gottesgericht vom Jahre 1812. Der Feldzug Napoleons gegen Rußland nach dem Tagebuch des württembergischen Offiziers Chr. v. Martens
- 38 Dinah Maria Mulock Craik, Luise Oehler: John Halifax, Gentleman
- 39 Friedrich Traugott: Deutscher Mittelstand und Bauernstand in Erzählungen
- 40 Luise Öhler: C. H. Spurgeons Leben
- 41 R. J. Hartmann: August Hermann Francke: ein Lebensbild
- 42 Karl J. E. Kempfing: Gnadenwege im Dunkeln. Eine Hugenottengeschichte für Jung und Alt
- 43 Friedrich Traugott: Waldröschens Hochzeit und andere Erzählungen
- 44 E. Green: Der Mutter Testament. Eine Erzählung
- 45 Josef Roos: Aus den Papieren einer schwäbischen Familie. Aufzeichnungen der Vorfahren der Familie Klemm.
- 46 Florence Montgomery: Schloß Seeburg
- 47 Alwin Mehnert: Goldzauber: zeitgeschichtliche Erzählung aus Südafrika
- 48 Johann Flad: Zehn Jahre in China.
- 49 Gustav Baist: Mancherlei Leute in Häusern und Hütten: Erzählungen
- 50 Rudolf Eckardt: Deutscher Dichterhort für das evangelische Volk: insbesondere für christliche Vereine
- 51 C. A. Ehemann: Meine Reise nach Florida
- 53 Geschichte des neunzehnten Jahrhunderts
- 52 Otto Schnizer: Oliver Cromwell – ein Lebensbild.
- 54 Johann Heinrich August Ebrard: Kurt Werner: eine Erzählung aus Franken
- 55 Johannes Herzog: Friedrich Christoph Ötinger. Ein Lebens- und Charakterbild aus seinen Selbstbekenntnissen und Schriften
- 56 Friedrich Traugott: Was macht glücklich, Geld oder Liebe? Erzählungen
- 57 Eleanor Lloyd: Dorothea: meine puritanische Tante. Erzählung aus der Zeit der Bürgerkriege Englands
- 58 Ernst Kalb: Die Märtyrer der alten Kirche
- 59 Otto Schnizer: Johann Hinrich Wichern, der Vater der Innern Mission
- 60 Susie C. Rijnhart: Wanderungen in Tibet.
- 61 Luise Oehler: Tamate. Aus dem Leben des Bahnbrechers und Märtyrers der Neuguinea-Mission James Chalmers
- 62 Julius Schumann: Bach + Händel + Mendelssohn. Die protestantische Kirchenmusik in Lebensbildern.
- 63 Johann Herzog: Moser. Vater und Sohn. Zwei Lichtgestalten aus dem 18. Jahrhundert nach ihren Selbstzeugnissen dargestellt.
- 64 Beatrice Harband: Sundari. Eine Geschichte aus dem indischen Volksleben[4]
- 65 Charles Werner: Treue Zeugen
- 66 Indisches Dorfleben in Wort und Bild
- 67 Otto Schnizer: Die ersten Quäker: Georg Fox und William Penn.
- 68 Ulrich Loercher: Elsässer Geschichten
- 69 Mark Ashton: Des Landpflegers Weib. Erzählung aus dem ersten Jahrhundert.
- 70 Gotthold Kneile: Gustav Werner und sein Werk
- 71 Ruth Fischer: An den Grenzen des Zwergenlandes.
- 72 Paul Dorsch: Unter den ewigen Armen: Ein Trostbuch